# Língua tindi
Tindi é uma língua Caucasiana Nordeste falada na república do Daguestão, Rússia. Os Tindis chamam sua língua de Idarab mitstsi (Идараб мицци) que significa 'a língua da vila de Idar'.É praticamente uma língua somente oral que tem 2.150 falantes. Para comunicações externas e para escrita usam-se as línguas Avar e Russa.
A língua Tindi teve uma escrita desenvolvida para ela, tem 42 letras com base no alfabeto cirílico, mas quase não é usada.